# Jet Force Gemini
Jet Force Gemini é um jogo eletrônico de tiro em terceira pessoa desenvolvido e publicado pela Rare para o Nintendo 64. O jogo acompanha a história de três membros de uma equipe galáctica de aplicação da lei enquanto tentam parar uma horda de formigas conhecidas por "Drones" liderados por um insetóide chamado Mizar. Possui um modo para um jogador, onde o jogador deve explorar uma galáxia e salvar Tribais, uma raça de sobreviventes que foram escravizados e aprisionados por Mizar, e coloca forte ênfase em atirar em um grande número de inimigos enquanto se desvia de seus ataques. O jogo também inclui um modo multijogador, onde dois a quatro jogadores podem competir em jogos no estilo deathmatch.
Inspirado em jogos de arcade dos anos 80 e jogos recentes da época, como Super Metroid e Super Mario 64, Jet Force Gemini combina elementos de jogos de shoot 'em up e ação-aventura. Também foram grandes inspirações Aliens, Stargate e Battle of the Planets. O jogo recebeu avaliações geralmente positivas dos críticos, com elogios aos seus gráficos detalhados e vida útil, enquanto seus controles confusos foram criticados negativamente. Em 2015, Jet Force Gemini foi incluído como parte da compilação Rare Replay, para Xbox One.

## Jogabilidade

No modo de mira, o personagem do jogador é translúcido e uma retícula é visível. As informações sobre a vida e munição são exibidas no lado esquerdo da tela.

Jet Force Gemini é um jogo de tiro em terceira pessoa com elementos de shoot 'em up e ação e aventura em que o jogador controla o protagonista em um ambiente 3D. O jogo coloca grande ênfase em atirar em um grande número de inimigos enquanto o jogador desvia de seus ataques. As armas não têm restrições de carga e incluem granadas, uma pistola, uma metralhadora, um fuzil de precisão, um lança-chamas, lança-foguetes, entre outros. Embora grande parte do jogo seja gasto em batalhas, o jogador tem a habilidade de pular, se pendurar em saliências, nadar e voar usando jetpacks, quando necessário. Durante um combate, o jogador pode optar por um sistema de mira manual, com a câmera fixada atrás da cabeça do personagem.
No modo para um jogador, o jogador deve explorar uma galáxia que é composta por quinze mundos não-lineares. Cada mundo é composto por uma série de fases com áreas interconectadas por diferentes tipos de portas. A maioria das portas abrem automaticamente, mas algumas requerem uma ação especial para serem destrancadas. Por exemplo, algumas portas exigem que o jogador derrote todos os inimigos na área, enquanto outras podem exigir uma chave específica. Embora o jogador tenha uma certa quantidade de vida, que diminui quando atacado por inimigos, gemas de recuperação de saúde e caixas de munição podem ser coletadas ao longo da fase para aumentar os recursos do jogador. Power-ups também podem ser encontrados para expandir a quantidade de vida do jogador e a capacidade de munição.
Enquanto progride no jogo, o jogador pode assumir o controle de três personagens diferentes: Juno, Vela e Lupus. Cada personagem tem uma habilidade especial que lhes permite descobrir áreas que os outros personagens não podem alcançar. Juno pode caminhar pelo magma com segurança, Vela pode nadar debaixo d'água infinitamente e Lupus pode pairar por um curto período de tempo. Portanto, escolher o personagem certo para o estágio certo é fundamental para completar o jogo. Inicialmente, o jogo força o jogador a usar os três personagens individualmente até que cheguem a um ponto de encontro. Assim que chegarem ao ponto de encontro, todos os mundos podem ser enfrentados com qualquer personagem em qualquer ordem. O objetivo geral do jogo é explorar toda a galáxia para coletar várias partes da nave e salvar um grande número de sobreviventes. O jogador pode então usar uma nave estelar e viajar para o estágio final.
Além do modo de um jogador, Jet Force Gemini apresenta um modo multijogador, onde dois a quatro jogadores podem competir em jogos no estilo deathmatch. Opções como as armas disponíveis, a condição de vitória e o limite de tempo podem ser alteradas de acordo com a preferência do jogador. Alguns aspectos, como níveis e personagens, devem ser desbloqueados encontrando o segredo correspondente no modo de um jogador. Os jogadores também podem desbloquear minijogos de corrida que são jogados de uma perspectiva de cima, bem como um desafio de alcance de tiro, onde os jogadores devem atirar em vários alvos enquanto o jogo segue automaticamente um caminho predefinido. Jet Force Gemini também apresenta um modo cooperativo sem tela dividida, onde um segundo jogador pode assumir o controle do Floyd, um robô flutuante que segue automaticamente o personagem do jogador principal no modo de um jogador.

## Desenvolvimento
Jet Force Gemini foi desenvolvido pela Rare, mais especificamente pelo mesmo time que desenvolveu Blast Corps. O trabalho no jogo começou em 1997 com o engenheiro-chefe Paul Mountain, que já havia trabalhado em Diddy Kong Racing. As inspirações do jogo iam dos jogos clássicos de arcade dos anos 80 aos títulos mais recentes da época. A natureza livre de Super Mario 64, da Nintendo, influenciou a escala e a abertura de alguns dos planos de fundo e das temáticas, enquanto a coleta e atualização de armas foram inspiradas em Super Metroid. Mountain revelou que "o comportamento dos vilões é uma mistura de formações de space shooters de arcade e a mecânica de 'ataque e cobertura' similar a Quake". De acordo com ele, "suponho, em suma, que fomos inspirados por todas as coisas boas que tocamos e gostamos de tocar". Jet Force Gemini também pegou emprestado elementos de fontes não relacionadas a jogos eletrônicos. O artista principal, Lee Musgrave, admitiu: "Existem elementos de Star Wars lá, Aliens, Dune, Battle of the Planets, até mesmo Stargate — foi uma verdadeira mistura de tudo e qualquer coisa relacionada ao 'espaço'".
A maioria dos personagens do jogo recebeu o nome de estrelas e constelações, como Mizar e Vela. Originalmente, os protagonistas Juno e Vela foram projetados mais jovens, parecidos com personagens de desenhos animados com cabeças grandes, mas eles foram alterados para uma versão mais adulta no final porque a Nintendo expressou preocupação com um jogo estrelado por duas crianças matando um grande número de criaturas. Os controles do jogo foram uma das principais preocupações durante o desenvolvimento. A ideia era manter um jogo baseado em personagens, onde os jogadores pudessem ver o personagem que estavam jogando enquanto mantinham a firmeza e a precisão dos jogos de tiro em primeira pessoa. A Rare inicialmente tentou automatizar a mudança de visão e modo de direcionamento com base no contexto da ação, mas essa ideia foi eventualmente substituída por um sistema manual. De acordo com Mountain, "A solução com a qual terminamos é uma coisa linda. Parece muito antiquada para mim; difícil, implacável, mas, em última análise, precisa".
Como vários membros da equipe gostavam de jogos de corrida e também haviam trabalhado em Diddy Kong Racing, eles decidiram incluir um minijogo futurístico de corrida, "Ant". Os desenvolvedores inicialmente consideraram a possibilidade de usar o Expansion Pak, mas a ideia acabou sendo abandonada. De acordo com Mountain, "queríamos oferecer a mesma experiência a todos os jogadores e estávamos confiantes de que poderíamos fazer isso usando os 4 MB de RAM padrão do console". Isso gerou alguma confusão, pois a capa da versão original afirmava que suportava esse recurso. A Nintendo forneceu uma solução rápida para as capas com rótulos errados, fornecendo adesivos declarando sua compatibilidade com o Rumble Pak e corrigindo as impressões posteriores das caixas.
Em maio de 1999, uma demonstração jogável do jogo foi apresentada na Electronic Entertainment Expo em Los Angeles, Califórnia. Uma versão mais completa do jogo foi apresentada no Nintendo Spaceworld no Japão em agosto de 1999, junto com Donkey Kong 64 e Perfect Dark, também da Rare. O jogo foi originalmente planejado para ser lançado na América do Norte em 31 de agosto de 1999, mas foi adiado para 27 de setembro de 1999 para dar aos desenvolvedores mais tempo para aperfeiçoar o jogo. Foi então adiado ainda mais para 11 de outubro de 1999 devido a atrasos na fabricação. Na Europa, o jogo foi lançado em 29 de outubro de 1999. Jet Force Gemini foi lançado como Star Twins (スターツインズ) no Japão porque a Nintendo sentiu que a pronúncia japonesa do título ocidental, "Jetto Fōsu Jeminai", era muito difícil de pronunciar. Embora a 4Kids Entertainment tenha obtido os direitos de merchandising de Jet Force Gemini e Perfect Dark para fabricar brinquedos, filmes e outros produtos recreativos, a empresa não produziu nenhuma mercadoria.

## Recepção
Jet Force Gemini recebeu críticas geralmente positivas dos críticos. No agregador de análises Metacritic, o jogo possui uma pontuação média de 80/100. A Edge descreveu-o como "um blaster direto no coração", enquanto a AllGame afirmou que "presta uma homenagem aos jogos de 8 e 16 bits com sua ênfase em ação de alta intensidade e design de níveis que requerem habilidade com o controle". Escrevendo para a IGN, o jornalista Matt Casamassina comentou que, embora Jet Force Gemini tenha algumas falhas e pudesse ser mais polido, é "ainda um dos jogos mais originais do Nintendo 64 e tem muito mais pontos positivos do que ruins". Em uma análise mista, a Next Generation sentiu que o jogo estava inchado com muitos recursos e que poderia esgotar os jogadores antes de completarem-o, concluindo que o jogo teria sido "duas vezes melhor" se "a Rare tivesse cortado todas as partes tediosas".
Os gráficos do jogo e os efeitos de som surround foram recebidos positivamente. Casamassina descreveu seus efeitos sonoros como "certeiros e nítidos" e sua trilha sonora como "uma das melhores já colocadas em um jogo para Nintendo 64", enquanto a GameRevolution disse que o jogo "tem um toque mais operístico do que o um jogo eletrônico genérico techno". Graficamente, o jogo se destacou por seus cenários "visualmente deslumbrantes", animações "de última geração" e iluminação especial, com a Game Informer observando que as "enormes" explosões do jogo ajudam a intensificar a ação. Apesar dos elogios, alguns críticos observaram quedas ocasionais na taxa de quadros quando a ação aumenta ou quando o jogo é jogado em modo não-widescreen. A Edge também criticou a câmera por se recusar a se mover em algumas situações, exigindo que os jogadores entrem no modo de mira para centralizá-la manualmente atrás do personagem.
Embora Jet Force Gemini tenha sido elogiado por sua inteligência artificial desafiadora, incluindo minijogos e duração, alguns críticos reagiram negativamente à insistência do jogo em ter que salvar todos os Tribais para completar totalmente o modo de campanha. Casamassina acredita que essa tarefa era "tediosa demais para ser apreciada de verdade". Em contraste, a N64 Magazine afirmou que revisitar estágios anteriores com novas armas foi divertido e estende a vida útil do jogo. Os críticos concordaram que seus controles eram complexos, confusos e desajeitados durante o modo multijogador. Em uma análise negativa, a The Cincinnati Enquirer explicou que o jogo é frustrante porque os jogadores são obrigados a mudar constantemente de usar o botão analógico para os botões C do controle do Nintendo 64 ao alternar para modo de combate. A GameSpot disse que os controles permanecem responsivos em todos os momentos, mas reconheceu que a alternância entre os dois estilos de controle pode frustrar alguns jogadores.
Em uma análise retrospectiva, a Nintendo Life afirmou que Jet Force Gemini é "um jogo realmente agradável" com "seu quinhão de falhas que tendem a atrapalhar a experiência um pouco demais. Mesmo assim, é certamente um título incrivelmente divertido, no seu melhor, que certamente irá despertar alguns sorrisos".

## Legado
Após o lançamento de Jet Force Gemini, o trabalho em uma versão para Game Boy Color começou, mas o projeto foi cancelado. De acordo com o ex-designer e produtor da Rare Martin Wakeley, Jet Force Gemini no Game Boy Color "foi a única ocasião em que me lembro de terceirizar qualquer coisa da Rare. Estava sendo feito pela Bits Studios e estava quase pronto da última vez que o vi, não tenho certeza do que aconteceu com ele". O jogo seria um shooter jogado de uma perspectiva isométrica e seguiria Juno e Lupus em busca de Vela depois que um sinal fosse transmitido de um planeta desconhecido. O jogo nunca foi anunciado oficialmente pela Rare ou pela Nintendo.
Em 2000, Jet Force Gemini foi classificado pela IGN em 20.º lugar em sua lista dos 25 melhores jogos de N64 de todos os tempos. Em 2009, a Official Nintendo Magazine classificou-o como o 93.º melhor jogo disponível nos consoles da Nintendo. A equipe classificou-o como a "grande esperança" da Rare devido ao jogo altamente antecipado, mas adiado,  Perfect Dark . Jogos subsequentes desenvolvidos pela Rare apresentaram aparições de Jet Force Gemini, incluindo Kameo: Elements of Power, Viva Piñata: Trouble in Paradise, e Banjo-Tooie. Os jogadores também podem vestir seus personagens como Juno, Vela e Lupus em Minecraft: Xbox 360 Edition por meio do uso de um pacote de conteúdo para download. O jogo está incluído como parte da compilação de jogos eletrônicos Rare Replay para Xbox One, com suporte para controles analógicos duplos adicionados após o lançamento.